# Son of the Gods
Son of the Gods is een Amerikaanse dramafilm uit 1930 onder regie van Frank Lloyd. Destijds werd de film in Nederland uitgebracht onder de titel De zoon der goden.

## Verhaal
Sam Lee is de zoon van de rijkste Chinees in San Francisco. In zijn uiterlijke verschijning is het moeilijk te zien dat hij van Chinese komaf is. Toch moet hij veel vooroordelen van de blanke bevolking ondergaan. Hij maakt een reis naar Europa in de hoop dat de mensen er ruimdenkender zijn. Daar krijgt hij een verhouding met de rijke Allana. Het stel krijgt ruzie, als Allana erachter komt dat hij een Chinees is.

## Rolverdeling
| Acteur              | Personage |
| ------------------- | --------- |
| Richard Barthelmess | Sam Lee   |
| Constance Bennett   | Allana    |
| Anders Randolf      | Wagner    |
| E. Alyn Warren      | Lee Ying  |
| Claude King         | Bathurst  |
| Frank Albertson     | Kicker    |
| King Hou Chang      | Moy       |
| Mildred Van Dorn    | Eileen    |
| Barbara Leonard     | Mabel     |